# Neon White
Neon White è un videogioco di genere sparatutto in prima persona sviluppato da Angel Matrix e pubblicato nel 2022 da Annapurna Interactive per Microsoft Windows e Nintendo Switch. Il gioco è stato successivamente distribuito per PlayStation 4 e PlayStation 5.

## Sviluppo
Ideato da Ben Esposito nel 2017 mentre lavorava a Donut County, il gioco presenta delle meccaniche ispirate a Slay the Spire.
In Neon White sono presenti le voci di numerosi doppiatori tra cui Steve Blum, Ian Jones-Quartey e SungWon Cho.